# Tín Nghĩa, Nam Đầu

Vị trí tại Nam Đầu

Tín Nghĩa (tiếng Trung: 信義鄉; bính âm: Xìnyì Xiāng) là một hương (xã) của huyện Nam Đầu, tỉnh Đài Loan, Trung Hoa Dân Quốc (Đài Loan). Hương nằm ở phía đông nam của huyện và địa bàn thuộc về hai dãy núi Trung ương và Ngọc Sơn. Tổng diện tích của Tín Nghĩa là 1422,4188 km², dân số vào tháng 8 năm 2011 là 17.124 người thuộc 5.256 hộ gia đình, mật độ cư trú đạt 12 người/km². Khoảng một nửa cư dân trong hương là thổ dân Đài Loan